# Валерій Муравський
Валерій Федорович Муравський (рум. Valeriu Muravschi; 31 липня 1949, село Сірота, Оргіївський район, Молдавська РСР, СРСР — 8 квітня 2020, Кишинів, Молдова) — політичний діяч і бізнесмен Республіки Молдова. Обіймав посаду прем'єр-міністра Молдови в 1991—1992.

## Життєпис
У 1971 закінчив Кишинівський політехнічний інститут імені Лазо.
Працював у Міністерстві промисловості будівельних матеріалів Молдавської РСР, де обіймав посаду голови департаменту цін (1980—1984), керівника департаменту фінансів (1984—1988) та економіко-адміністративного директора, керівника відділу економічних тенденцій (1988—1990).
У 1990—1991 обіймав посаду віце-прем'єра, міністра фінансів в кабінеті на чолі з Мірчею Друком.
28 травня 1991 призначений прем'єр-міністром Молдови. Керував кабінетом міністрів під час ескалації Придністровського конфлікту.
1 липня 1992 Президент Молдови Мірча Снєгур затвердив на посаді прем'єр-міністра Андрія Сангелі. Призначення Андрія Сангелі прем'єр-міністром було умовою «Конвенції Єльцин-Снігур», що забезпечило формування уряду «примирення».

## Політична діяльність
У 1999 заснував Національну селянську християнсько-демократичну партію Молдови, головою якої був до 2002.
У 1998 обраний членом парламенту за списками Блоку за демократичну та процвітаючу Молдову на чолі з Думітру Дьяковим. Був головою Бюджетно-фінансового комітету парламенту Молдови до 2001.
На парламентських виборах 2001 був на чолі списку Національної селянської християнсько-демократичної партії, яка набрала 1,74 % і не став депутатом.
Бажаючи створити сильну політичну партію, здатну успішно протистояти Партії Комуністів Республіки Молдова, Партія відродження та згоди Молдови, Соціал-ліберальний союз «Forţa Moldovei» та Національна Селянська Християнсько-демократична партія Молдови 24 березня 2002 об'єдналися, створивши Ліберальну партію. У керівництво партії увійшли: Мірча Снігур — почесний голова, В'ячеслав Унтіле — голова, Міхай Северован, Анатолій Церану та Валерій Муравський — віце-голови.

## Кабінет Муравського
Уряд Валерія Муравського було затверджено до проголошення незалежності Республіки Молдова як уряд Молдавської Радянської Соціалістичної Республіки. Після проголошення незалежності Молдови уряд став вважатися урядом Республіки Молдова.
- Прем'єр-міністр
  - Валерій Муравський (28 травня 1991 — 1 липня 1992)
- Міністр закордонних справ
  - Микола Циу (28 травня 1991 — 1 липня 1992)
- Міністр фінансів
  - Костянтин Тампіза (28 травня 1991 — 1 липня 1992)
- Міністр промисловості та енергетики
  - Олександр Іон Барбу (9 липня 1991 — 1 липня 1992)
- Міністр торгівлі та матеріальних ресурсів (новоутверждённий)
  - Тудор Микола Сленіне (24 лютого 1992 — 1 липня 1992)
- Міністр сільського господарства та харчової промисловості
  - Андрій Сангелі (28 травня 1991 — 1 липня 1992)
- Міністр молоді, спорту та туризму (новоутверждённий)
  - Петро Аурел Сандулакі (24 лютого 1992 — 1 липня 1992)
- Міністр культури та культів
  - Іон Унгуряну (28 травня 1991 — 1 липня 1992)
- Міністр юстиції
  - Олексій Барбенягре (28 травня 1991 — 1 липня 1992)
- Міністр національної безпеки (Голова Комітету Державної Безпеки)
  - Тудор Ботнару (28 травня 1991 — 29 серпня 1991)
  - Анатолій Плугару (29 серпня 1991 — 1 липня 1992)
- Міністр внутрішніх справ
  - Генерал Іон Косташ (28 травня 1991 — 5 лютого 1992)
  - Генерал Костянтин Анточь (5 лютого 1992 — 1 липня 1992)
- Міністр оборони
  - Генерал Іон Косташ (5 лютого 1992 — 1 липня 1992)

## Нагороди
- Орден «Трудова слава» (31 липня 1999)